# Бијело Брдо (Дервента)
Бијело Брдо је насељено мјесто у општини Дервента, Република Српска, БиХ. Према попису становништва из 2013. у насељу је живјело свега 87 становника.

## Становништво
| Националност       | 1991.          | 1981.          | 1971.          |
| Хрвати             | 1.286 (98,09%) | 1.505 (98,43%) | 1.556 (98,66%) |
| Срби               | 8 (0,61%)      | 5 (0,32%)      | 5 (0,31%)      |
| Југословени        | 8 (0,61%)      | 7 (0,45%)      |                |
| остали и непознато | 9 (0,68%)      | 12 (0,78%)     | 16 (1,01%)     |
| Укупно             | 1.311          | 1.529          | 1.577          |

| Демографија | Демографија | Демографија |
| Година      | Становника  | Становника  |
| ----------- | ----------- | ----------- |
| 1948.       | 1.497       |             |
| 1953.       | 1.542       |             |
| 1961.       | 1.552       |             |
| 1971.       | 1.577       |             |
| 1981.       | 1.529       |             |
| 1991.       | 1.311       |             |